# Martin (Dacota do Sul)
Martin é uma cidade localizada no estado norte-americano de Dacota do Sul, no Condado de Bennett.

## Demografia
Segundo o censo norte-americano de 2000, a sua população era de 1106 habitantes.
Em 2006, foi estimada uma população de 1035, um decréscimo de 71 (-6.4%).

## Geografia
De acordo com o United States Census Bureau tem uma área de
2,4 km², dos quais 2,4 km² cobertos por terra e 0,0 km² cobertos por água. Martin localiza-se a aproximadamente 1009 m acima do nível do mar.

## Localidades na vizinhança
O diagrama seguinte representa as localidades num raio de 44 km ao redor de Martin.